# Dimitrie Pompeiu
Dimitrie Pompeiu, né le 4 octobre 1873 près de Dorohoi, en Roumanie et mort le 8 octobre 1954 à Bucarest est un mathématicien, professeur d'université et académicien roumain. 

## Biographie
Pompeiu effectue ses études primaires et secondaires à Dorohoi, puis continue ses études secondaires à l'École Normale des Instituteurs de Bucarest (modèle calqué sur les Écoles normales supérieures françaises). Il enseigne les mathématiques à Galați et à Ploiești de 1893 à 1898 puis déménage à Paris. Il obtient en 1905 le grade de docteur de la faculté des sciences de Paris sous la supervision de Henri Poincaré avec la thèse Sur la continuité des fonctions de variables complexes. 
En automne 1905, il retourne en Roumanie et occupe un poste de maître de conférences à l’Université Alexandru Ioan Cuza de Iași, puis, en 1907, il est nommé professeur de mécanique dans la même université. C'est en 1912 qu'il devient professeur à l'Université de Bucarest et remplace Spiru Haret. 
En 1934, il devient membre de l'Académie roumaine et le 5 juin 1943 de l'Académie des sciences de Roumanie. 
Pompeiu fait des contributions majeures en analyse, analyse complexe et mécanique newtonienne. Il évoque le problème de Pompeiu pour la première fois dans un article scientifique en 1929. 